# Disparagalumna tongaensis
Disparagalumna tongaensis är en kvalsterart som beskrevs av Hammer 1973. Disparagalumna tongaensis ingår i släktet Disparagalumna och familjen Galumnidae. Inga underarter finns listade i Catalogue of Life.